# Ochrolechia pseudopallescens
Ochrolechia pseudopallescens är en lavart som beskrevs av Brodo. Ochrolechia pseudopallescens ingår i släktet Ochrolechia och familjen Ochrolechiaceae.   Inga underarter finns listade i Catalogue of Life.

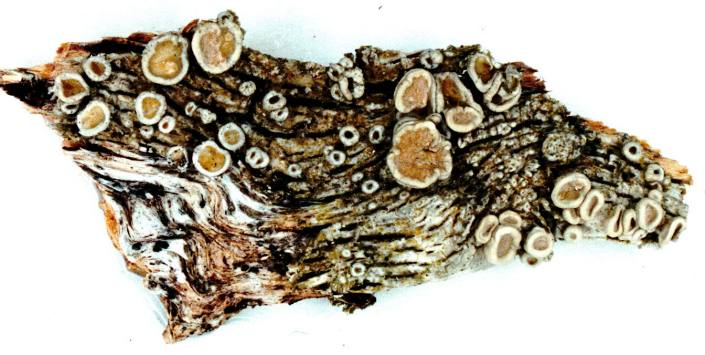
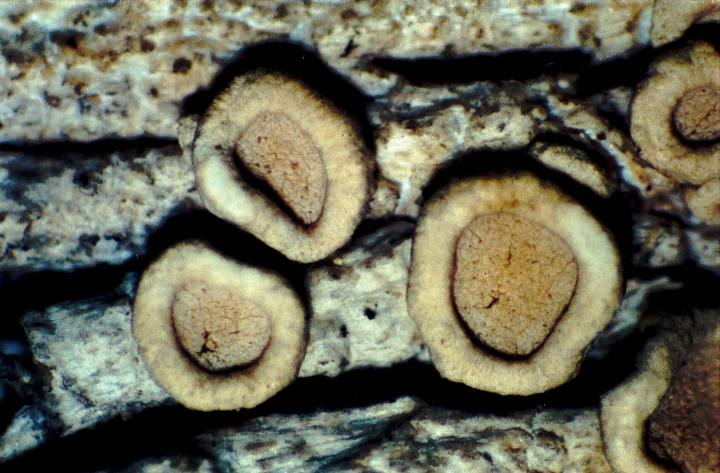
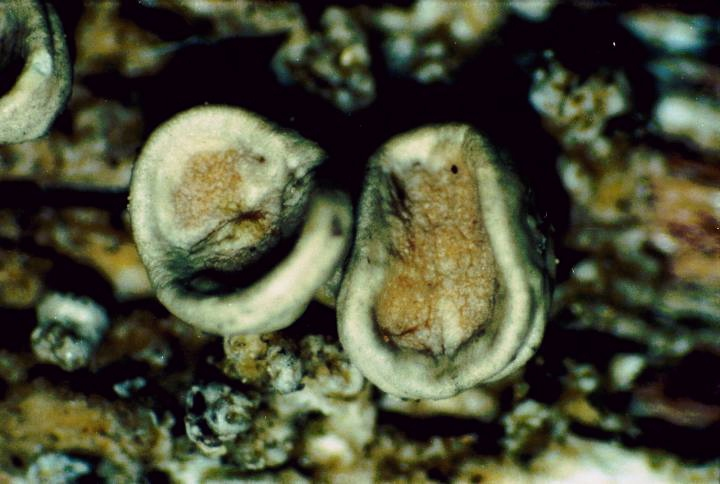
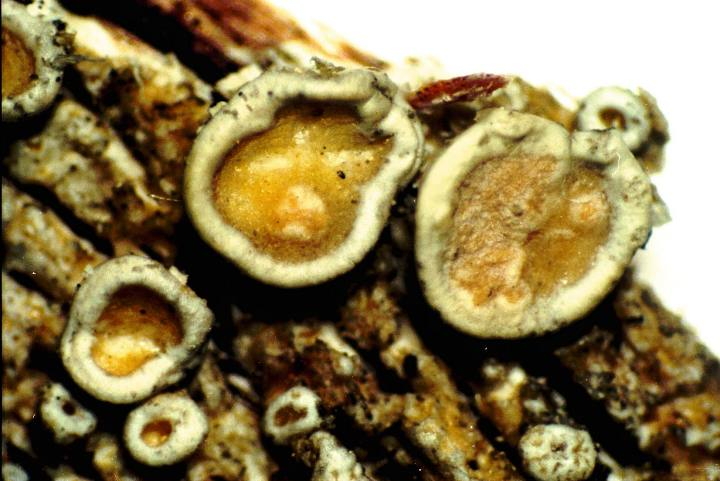
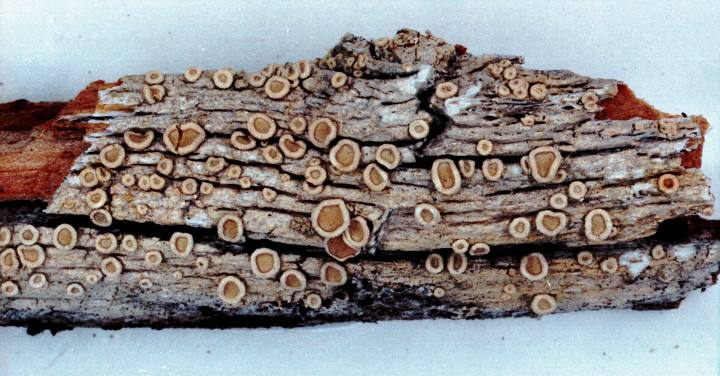